# Dieter Bednarz
Dieter Bednarz (* 3. September 1956 in Bochum) ist ein deutscher Journalist, der von 1981 bis 2017 politischer Redakteur beim Nachrichtenmagazin Der Spiegel war. Daneben verfasste er eine Reihe von Büchern.

## Leben
Dieter Bednarz wuchs in Essen auf. Nach dem Abitur volontierte bei der Westdeutschen Allgemeinen Zeitung (WAZ), für die er anschließend in der Lokalredaktion Witten als Redakteur arbeitete. Ab 1979 leistete er seinen zivilen Wehrersatzdienst in Israel, aus Jerusalem berichtete er zudem als Korrespondent für die WAZ. Gemeinsam mit seinem Mit-Freiwilligen Michael Lüders verfasste er zwei Bücher mit Interviews mit Israelis und mit Palästinensern, die beide 1981 herauskamen.
Nach seiner Rückkehr nach Deutschland begann Bednarz 1981 als politischer Redakteur im Düsseldorfer Landesbüro des Spiegel zu arbeiten. 1984 wechselte er in die Hamburger Zentrale des Spiegel in das Ressort Deutschland. 1991 wurde er Nahost-Korrespondent mit Wohnsitz in Kairo. 1994 kehrte er nach Hamburg zurück und übernahm von dort die Betreuung der Nahost-Region. Zahlreiche Reisen führten ihn seither immer wieder in den Nahen und Mittleren Osten. Dabei führte er zahlreiche Gespräche mit Staatschefs der Region, darunter Baschar al-Assad (2009 und 2013), Abd al-Fattah as-Sisi (2015), Akbar Hāschemi Rafsandschāni (1996) und Mahmud Ahmadinedschad (2006 und 2009). „Kaum ein deutscher Journalist dürfte so viele Despoten interviewt haben wie er“, schrieb Paul-Josef Raue 2016. 2017 schied Bednarz beim Spiegel aus.
Ab 2009 verfasst er eine Reihe von Büchern, die meist Lebensstationen oder Themen von Bednarz selbst thematisieren, seien es späte Vaterschaft, Abschied aus dem Beruf oder Schlafprobleme. Zwei seiner Bücher wurden für das ZDF verfilmt: Überleben an der Wickelfront (2011) und Überleben an der Scheidungsfront (2015). Die Rolle von Dieter Bednarz (hier „Dieter Lindemann“) übernahm in beiden Filmen Uwe Ochsenknecht. Neben seiner Arbeit als Autor hält Bednarz Vorträge zu Themen seines Berufslebens und seiner Bücher.
Bednarz ist verheiratet und hat drei Kinder.

## Schriften (Auswahl)
- Überleben an der Wickelfront: Vom Elternglück in den besten Jahren. Deutsche Verlags-Anstalt, München 2009, ISBN 978-3-421-04388-7.
- Man darf sich doch mal irren – Unser Leben nach der Wickelfront. Langen-Müller Verlag, München 2013, ISBN 978-3-7844-3337-0.
- Schwer erleuchtet. Knaur, München 2017, ISBN 978-3-426-51999-8.
- Zu jung für alt. Vom Aufbruch in die Freiheit nach dem Arbeitsleben. edition Körber-Stiftung, Hamburg 2018, ISBN 978-3-89684-265-7.
- Augen zu und Schlaf! Handbuch eines Bettflüchtigen für eine gute Nacht. Berlin Verlag, Berlin 2021, ISBN 978-3-8270-1429-0.

## Belege
1. ↑  Die zwei Interviewbücher aus der Zeit in Israel waren:

  - Michael Lüders und Dieter Bednarz (Hrsg.): Palästina Protokolle – Bestandsaufnahme und Perspektive. Fackelträger, Hannover 1981, ISBN 978-3-7716-2104-9.
  - Michael Lüders und Dieter Bednarz (Hrsg.): Blick zurück ohne Hass – Juden aus Israel erinnern sich an Deutschland. Bund-Verlag, Köln 1981, ISBN 978-3-7663-0492-6.
2. ↑  "Ein Journalist scheut den Schlagabtausch nicht", Interview von  Paul-Josef Raue mit Dieter Bednarz, kress.de, 2. August 2016.
3. ↑  Paul-Josef Raue: Ex-"Spiegel"-Reporter Dieter Bednarz und die Angst vor dem Vorruhestand: "Älter als 35 ist alt". In: kress.de, 24. September 2018.
4. ↑  Dieter Bednarz: Mein Kind ist so genial. In: Der Spiegel, 3. August 2009.

| Personendaten    | Personendaten                          |
| ---------------- | -------------------------------------- |
| NAME             | Bednarz, Dieter                        |
| KURZBESCHREIBUNG | deutscher Journalist und Sachbuchautor |
| GEBURTSDATUM     | 3. September 1956                      |
| GEBURTSORT       | Bochum                                 |